# Græsslette
Et græsningsareal eller en græsslette er betegnelsen på land, som er enten tilsået eller naturligt præget af plantearter. Områderne domineres af græs- og urteplanter. I varmere klimaer udgør enårige arter den største bestanddel af græsningsarealerne, mens i tempererede strøg, som i Norden, er disse sletter domineret af flerårige planter. Græssletter er vældig varierede og findes i de fleste klimaer. Vegetationen kan være lavere end 30 cm i højde eller høj, hvilket er tilfældet på sydamerikanske græssletter og afrikanske savanner.